# Lützelflüh
Lützelflüh är en ort och kommun i distriktet Emmental i kantonen Bern, Schweiz. Kommunen har 4 366 invånare (2023).
I kommunen finns även orterna Grünenmatt och Ramsei.